# Liste des autoroutes de la Malaisie

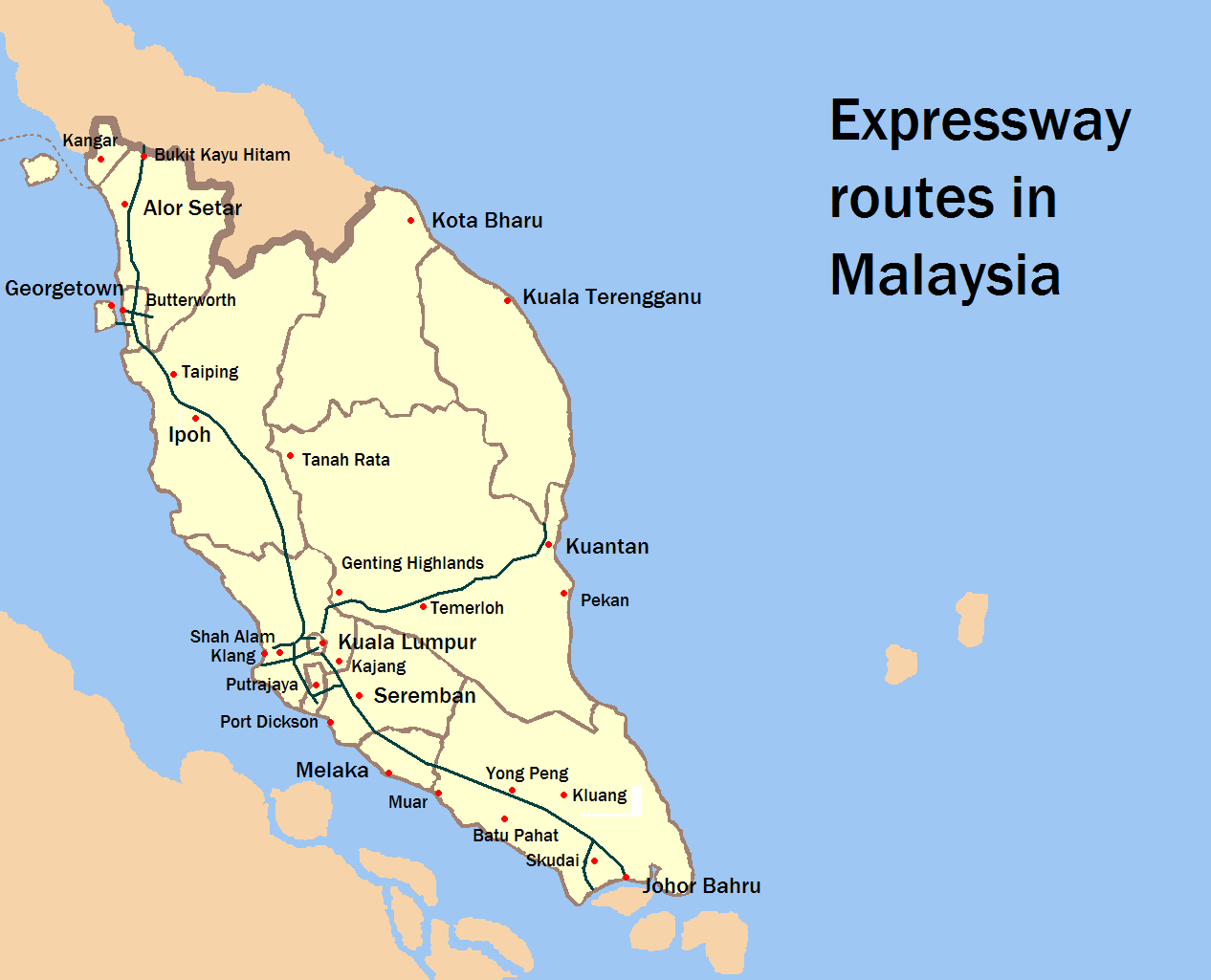
Carte du réseau autoroutier de la Malaisie. Il n'existe pas de d'autoroute en Malaisie orientale.

Le réseau autoroutier de Malaisie (Sistem Lebuhraya Malaysia) est un système d'autoroutes qui couvre la  Malaisie. 

## Historique
Le premier projet autoroutier d'envergure fut la construction de l'autoroute Nord-Sud, véritable colonne vertébrale du pays entre la Thaïlande et Singapour, et traversant les plus grandes villes du pays. L'exploitation est concédée à PLUS (acronyme pour Projek Lebuhraya Utara-Selatan, soit Projet autoroutier Nord-Sud)

## Liste des autoroutes

### Autoroutes à concession
- E1: Autoroute Nord-Sud (North-South Expressway) (au départ de Kuala Lumpur vers le Nord, avec des branches incluant l'autoroute vers Kelang-Nord et le péage du pont de Penang.
- E2: Autoroute Nord-Sud (North-South Expressway) (au départ de Kuala Lumpur vers le Sud (Singapour).
- E3: Autoroute de liaison entre la Malaisie et Singapour (Linkedua)
- E5: Autoroute Shah Alam (KESAS)
- E6: North-South Expressway Central Link
- E7: Autoroute Cheras-Kajang (Grand Saga)
- E8: Autoroute de Karak et de la côte Est
- E9: Autoroute Sungai Besi (BESRAYA)
- E10: New Pantai Expressway (NPE)
- E11: Autoroute Damansara-Puchong (LDP)
- E12: Autoroute en viaduc Ampang-Kuala Lumpur (AKLEH)
- E15: Autoroute Butterworth-Kulim (BKE)
- E16: KL Elevated Expressway
- E17: Kajang Dispersial Link Expressway (SILK)
- E20: KLIA Dedicated Expressway (en cours)
- E21: Autoroute Kajang-Seremban (LEKAS)
- E23: Sprint Expressway
- E25: Assam Jawa-Templer Park Highway
- E26: South Kelang Valley Expressway
- E27: Lebuhraya Timur-Barat [East-West Highway]
- E29: Autoroute Seremban-Port Dickson
- E33: Autoroute Duta-Ulu Kelang (DUKE)
- Senai-Desaru Expressway (en cours)

### Autoroutes nationales
- 1: Skudai Highway
- 2: Lebuhraya Persekutuan (Autoroute fédérale, entre Kuala Lumpur et Kelang, avec péage pour le dernier tronçon)
- 17: Voie rapide Pasir Gudang
- 20: Kelang Straits Expressway
- 28: Deuxième périphérique de Kuala Lumpur (Ring Road 2)

### Voies rapides urbaines
- Jelutong Expressway
- Premier périphérique de Kuala Lumpur (Ring Road 1)